# Vallensbæk község
Vallensbæk község (dánul: Vallensbæk Kommune) Dánia 98 községének (kommune, helyi önkormányzattal rendelkező közigazgatási egység) egyike. Részben Nagy-Koppenhága része.
A 2007. január 1-jén életbe lépő közigazgatási reform nem érintette, de bizonyos kérdésekben együtt kell működnie a szomszédos Ishøj községgel.

## Települések
Települések és népességük:

Koppenhága és a környező községek

- Vallensbæk (13365 - Nagy-Koppenhága része)